# William Faversham

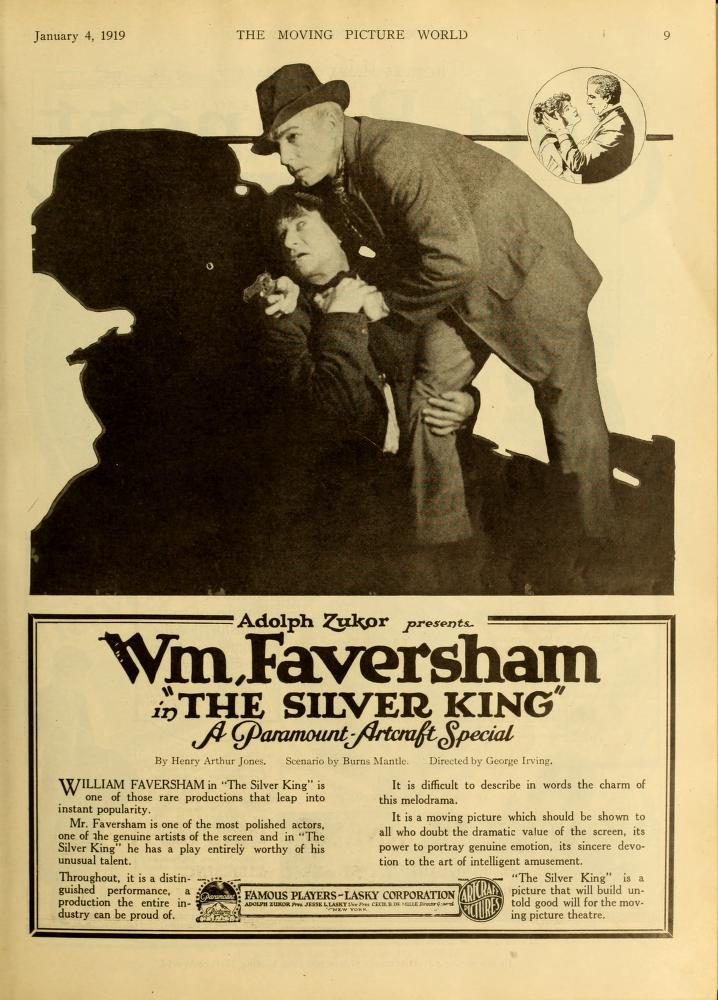
The Silver King (1919)

William Faversham (12 de febrero de 1868 – 7 de abril de 1940) fue un actor teatral y cinematográfico británico que consiguió la fama en el circuito de Broadway cuando interpretó a Algernon en la producción original de la obra La importancia de llamarse Ernesto, representada en 1895. 

## Biografía
Nacido en Londres, Inglaterra, siendo adolescente hizo amistad con el actor Maurice Barrymore cuando este, con su mujer y sus tres hijos, visitó Inglaterra en 1884. Faversham idolatraba a Barrymore e intentaba imitarle cuando inició su propia carrera teatral. A lo largo de la misma trabajó en obras como Brother Officers, Julio César, The Squaw Man y Otelo. Encarnó a Romeo frente a Maude Adams, esta en el papel de Julieta. 
En 1905, protagonizó, junto con su esposa Julie Opp Faversham, la obra The squaw man, en el teatro Wallack, de Broadway, que tuvo un notable éxito y volvió a representarse en varias ocasiones. Julie Opp escribió una novela sobre la obra y Cecil B. DeMille realizó tres películas sobre la obra original de Edwin Milton Royle.
Ya maduro, Faversham seguía interpretando obras clásicas y también contemporáneas. En la década de 1930 incluso llegó a actuar en el cine, interviniendo en el film de Rouben Mamoulian en Technicolor Becky Sharp (1935).
Faversham se casó tres veces. Su primera esposa fue Marian Merwin, la segunda la actriz teatral Julie Opp, con la que tuvo dos hijos, William Jr. y Philip(1907-1982). Opp había estado anteriormente casada con el también actor Robert Loraine. Ella falleció en 1921 y, finalmente, Faversham se casó con Edith Campbell.
William Faversham falleció en 1940 en Bay Shore, Nueva York, a causa de una cardiopatía coronaria.